# Brazil Songs
La Brazil Songs (alternativamente Billboard Brasil Hot 100) è la classifica dei brani musicali più venduti e riprodotti in streaming in Brasile, lanciata il 15 febbraio 2022 e redatta settimanalmente da Billboard.
La classifica, contemplante i dati di riproduzione in streaming e di vendite digitali fornite dalla Luminate Data, raggruppa le canzoni più popolari a livello nazionale nel paese sudamericano.

## Singoli al numero uno

### 2022
| Settimana         | Artista                                                                                    | Brano                 | Note   |
| ----------------- | ------------------------------------------------------------------------------------------ | --------------------- | ------ |
| 19 febbraio 2022  | Xamã                                                                                       | Malvadão 3            | [ 2 ]  |
| 26 febbraio 2022  | Xamã                                                                                       | Malvadão 3            | [ 3 ]  |
| 5 marzo 2022      | Xamã                                                                                       | Malvadão 3            | [ 4 ]  |
| 12 marzo 2022     | Pedro Sampaio e MC Pedrinho                                                                | Dançarina             | [ 5 ]  |
| 19 marzo 2022     | Pedro Sampaio e MC Pedrinho                                                                | Dançarina             | [ 6 ]  |
| 26 marzo 2022     | Pedro Sampaio e MC Pedrinho                                                                | Dançarina             | [ 7 ]  |
| 2 aprile 2022     | Anitta                                                                                     | Envolver              | [ 8 ]  |
| 9 aprile 2022     | Anitta                                                                                     | Envolver              | [ 9 ]  |
| 16 aprile 2022    | MC Frog, Davi Kneip e DJ Gabriel do Borel                                                  | Sentadona (Ai calica) | [ 10 ] |
| 23 aprile 2022    | MC Frog, Davi Kneip e DJ Gabriel do Borel                                                  | Sentadona (Ai calica) | [ 11 ] |
| 30 aprile 2022    | MC Frog, Davi Kneip e DJ Gabriel do Borel                                                  | Sentadona (Ai calica) | [ 12 ] |
| 7 maggio 2022     | MC Frog, Davi Kneip e DJ Gabriel do Borel                                                  | Sentadona (Ai calica) | [ 13 ] |
| 14 maggio 2022    | MC Frog, Davi Kneip e DJ Gabriel do Borel                                                  | Sentadona (Ai calica) | [ 14 ] |
| 21 maggio 2022    | MC Frog, Davi Kneip e DJ Gabriel do Borel                                                  | Sentadona (Ai calica) | [ 15 ] |
| 28 maggio 2022    | MC Frog, Davi Kneip e DJ Gabriel do Borel                                                  | Sentadona (Ai calica) | [ 16 ] |
| 4 giugno 2022     | Jovem Dionisio                                                                             | Acorda Pedrinho       | [ 17 ] |
| 11 giugno 2022    | Jovem Dionisio                                                                             | Acorda Pedrinho       | [ 18 ] |
| 18 giugno 2022    | Jovem Dionisio                                                                             | Acorda Pedrinho       | [ 19 ] |
| 25 giugno 2022    | Gusttavo Lima                                                                              | Termina comigo antes  | [ 20 ] |
| 2 luglio 2022     | Gusttavo Lima                                                                              | Termina comigo antes  | [ 21 ] |
| 9 luglio 2022     | Zé Felipe e MC Mari                                                                        | Bandido               | [ 22 ] |
| 16 luglio 2022    | Zé Felipe e MC Mari                                                                        | Bandido               | [ 23 ] |
| 23 luglio 2022    | L7nnon, DJ Biel do Furduncinho e Bianca                                                    | Ai preto              | [ 24 ] |
| 30 luglio 2022    | Ana Castela, Melody e DJ Chris no Beat                                                     | Pipoco                | [ 25 ] |
| 6 agosto 2022     | Ana Castela, Melody e DJ Chris no Beat                                                     | Pipoco                | [ 26 ] |
| 13 agosto 2022    | Ana Castela, Melody e DJ Chris no Beat                                                     | Pipoco                | [ 27 ] |
| 20 agosto 2022    | Ana Castela, Melody e DJ Chris no Beat                                                     | Pipoco                | [ 28 ] |
| 27 agosto 2022    | Ana Castela, Melody e DJ Chris no Beat                                                     | Pipoco                | [ 29 ] |
| 3 settembre 2022  | Ana Castela, Melody e DJ Chris no Beat                                                     | Pipoco                | [ 30 ] |
| 10 settembre 2022 | Ana Castela, Melody e DJ Chris no Beat                                                     | Pipoco                | [ 31 ] |
| 17 settembre 2022 | Ana Castela, Melody e DJ Chris no Beat                                                     | Pipoco                | [ 32 ] |
| 24 settembre 2022 | MC Paiva e MC Ryan SP                                                                      | Casei com a putaria   | [ 33 ] |
| 1º ottobre 2022   | MC Paiva e MC Ryan SP                                                                      | Casei com a putaria   | [ 34 ] |
| 8 ottobre 2022    | MC Cabelinho, TZ da Coronel, Chefin, Luísa Sonza, N.I.N.A., Xamã, Oruam, L7nnon e Chris MC | Poesia acústica 13    | [ 35 ] |
| 15 ottobre 2022   | MC Paiva e MC Ryan SP                                                                      | Casei com a putaria   | [ 36 ] |
| 22 ottobre 2022   | Gustavo Mioto e Mari Fernandez                                                             | Eu gosto assim        | [ 37 ] |
| 29 ottobre 2022   | Gustavo Mioto e Mari Fernandez                                                             | Eu gosto assim        | [ 38 ] |
| 5 novembre 2022   | Gustavo Mioto e Mari Fernandez                                                             | Eu gosto assim        | [ 39 ] |
| 12 novembre 2022  | Gustavo Mioto e Mari Fernandez                                                             | Eu gosto assim        | [ 40 ] |
| 19 novembre 2022  | Gustavo Mioto e Mari Fernandez                                                             | Eu gosto assim        | [ 41 ] |
| 26 novembre 2022  | Gustavo Mioto e Mari Fernandez                                                             | Eu gosto assim        | [ 42 ] |
| 3 dicembre 2022   | MC Menor HR, MC Menor SG e DJ Escobar                                                      | Evoque prata          | [ 43 ] |
| 10 dicembre 2022  | MC Menor HR, MC Menor SG e DJ Escobar                                                      | Evoque prata          | [ 44 ] |
| 17 dicembre 2022  | MC Menor HR, MC Menor SG e DJ Escobar                                                      | Evoque prata          | [ 45 ] |
| 24 dicembre 2022  | Israel & Rodolffo e Ana Castela                                                            | Bombonzinho           | [ 46 ] |
| 31 dicembre 2022  | Israel & Rodolffo e Ana Castela                                                            | Bombonzinho           | [ 47 ] |

### 2023
| Settimana         | Artista                                                                                               | Brano                           | Note   |
| ----------------- | --- | ------------------------------- | ------ |
| 7 gennaio 2023    | Israel & Rodolffo e Ana Castela                                                                       | Bombonzinho                     | [ 48 ] |
| 14 gennaio 2023   | Israel & Rodolffo e Ana Castela                                                                       | Bombonzinho                     | [ 49 ] |
| 21 gennaio 2023   | Marília Mendonça                                                                                      | Leão                            | [ 50 ] |
| 28 gennaio 2023   | Marília Mendonça                                                                                      | Leão                            | [ 51 ] |
| 4 febbraio 2023   | Marília Mendonça                                                                                      | Leão                            | [ 52 ] |
| 11 febbraio 2023  | Marília Mendonça                                                                                      | Leão                            | [ 53 ] |
| 18 febbraio 2023  | Léo Santana                                                                                           | Zona de perigo                  | [ 54 ] |
| 25 febbraio 2023  | Léo Santana                                                                                           | Zona de perigo                  | [ 55 ] |
| 4 marzo 2023      | Léo Santana                                                                                           | Zona de perigo                  | [ 56 ] |
| 11 marzo 2023     | Marília Mendonça                                                                                      | Leão                            | [ 57 ] |
| 18 marzo 2023     | Ana Castela                                                                                           | Nosso quadro                    | [ 58 ] |
| 25 marzo 2023     | Ana Castela                                                                                           | Nosso quadro                    | [ 59 ] |
| 1º aprile 2023    | Ana Castela                                                                                           | Nosso quadro                    | [ 60 ] |
| 8 aprile 2023     | Ana Castela                                                                                           | Nosso quadro                    | [ 61 ] |
| 15 aprile 2023    | Ana Castela                                                                                           | Nosso quadro                    | [ 62 ] |
| 22 aprile 2023    | Ana Castela                                                                                           | Nosso quadro                    | [ 63 ] |
| 29 aprile 2023    | Ana Castela                                                                                           | Nosso quadro                    | [ 64 ] |
| 6 maggio 2023     | Ana Castela                                                                                           | Nosso quadro                    | [ 65 ] |
| 13 maggio 2023    | Ana Castela                                                                                           | Nosso quadro                    | [ 66 ] |
| 20 maggio 2023    | Ana Castela                                                                                           | Nosso quadro                    | [ 67 ] |
| 27 maggio 2023    | Ana Castela                                                                                           | Nosso quadro                    | [ 68 ] |
| 3 giugno 2023     | Ana Castela                                                                                           | Nosso quadro                    | [ 69 ] |
| 10 giugno 2023    | Ana Castela                                                                                           | Nosso quadro                    | [ 70 ] |
| 17 giugno 2023    | Dennis e MC Kevin o Chris                                                                             | Tá OK                           | [ 71 ] |
| 24 giugno 2023    | Dennis e MC Kevin o Chris                                                                             | Tá OK                           | [ 72 ] |
| 1º luglio 2023    | Dennis e MC Kevin o Chris                                                                             | Tá OK                           | [ 73 ] |
| 8 luglio 2023     | Dennis e MC Kevin o Chris                                                                             | Tá OK                           | [ 74 ] |
| 15 luglio 2023    | Dennis e MC Kevin o Chris                                                                             | Tá OK                           | [ 75 ] |
| 22 luglio 2023    | Dennis e MC Kevin o Chris                                                                             | Tá OK                           | [ 76 ] |
| 29 luglio 2023    | Dennis e MC Kevin o Chris                                                                             | Tá OK                           | [ 77 ] |
| 5 agosto 2023     | Dennis e MC Kevin o Chris                                                                             | Tá OK                           | [ 78 ] |
| 12 agosto 2023    | Kadu Martins                                                                                          | Halls na língua                 | [ 79 ] |
| 19 agosto 2023    | Dennis, MC Kevin o Chris, Maluma e Karol G                                                            | Tá OK                           | [ 80 ] |
| 26 agosto 2023    | MC Kevin o Chris e DJ NK da Serra                                                                     | Faz um vuk vuk (Teto espelhado) | [ 81 ] |
| 2 settembre 2023  | MC Kevin o Chris e DJ NK da Serra                                                                     | Faz um vuk vuk (Teto espelhado) | [ 82 ] |
| 9 settembre 2023  | MC Kevin o Chris e DJ NK da Serra                                                                     | Faz um vuk vuk (Teto espelhado) | [ 83 ] |
| 16 settembre 2023 | MC Kevin o Chris e DJ NK da Serra                                                                     | Faz um vuk vuk (Teto espelhado) | [ 84 ] |
| 23 settembre 2023 | Luísa Sonza                                                                                           | Chico                           | [ 85 ] |
| 30 settembre 2023 | DJ Gbr, MC IG, MC Ryan SP, MC PH, MC Davi, MC Luki, MC Don Juan, MC Kadu, Traplaudo, MC GP e MC Gh Do | Let's Go 4                      | [ 86 ] |
| 7 ottobre 2023    | DJ Gbr, MC IG, MC Ryan SP, MC PH, MC Davi, MC Luki, MC Don Juan, MC Kadu, Traplaudo, MC GP e MC Gh Do | Let's Go 4                      | [ 87 ] |
| 14 ottobre 2023   | Gusttavo Lima e Ana Castela                                                                           | Canudinho                       | [ 87 ] |